# 瓜纳巴拉湾

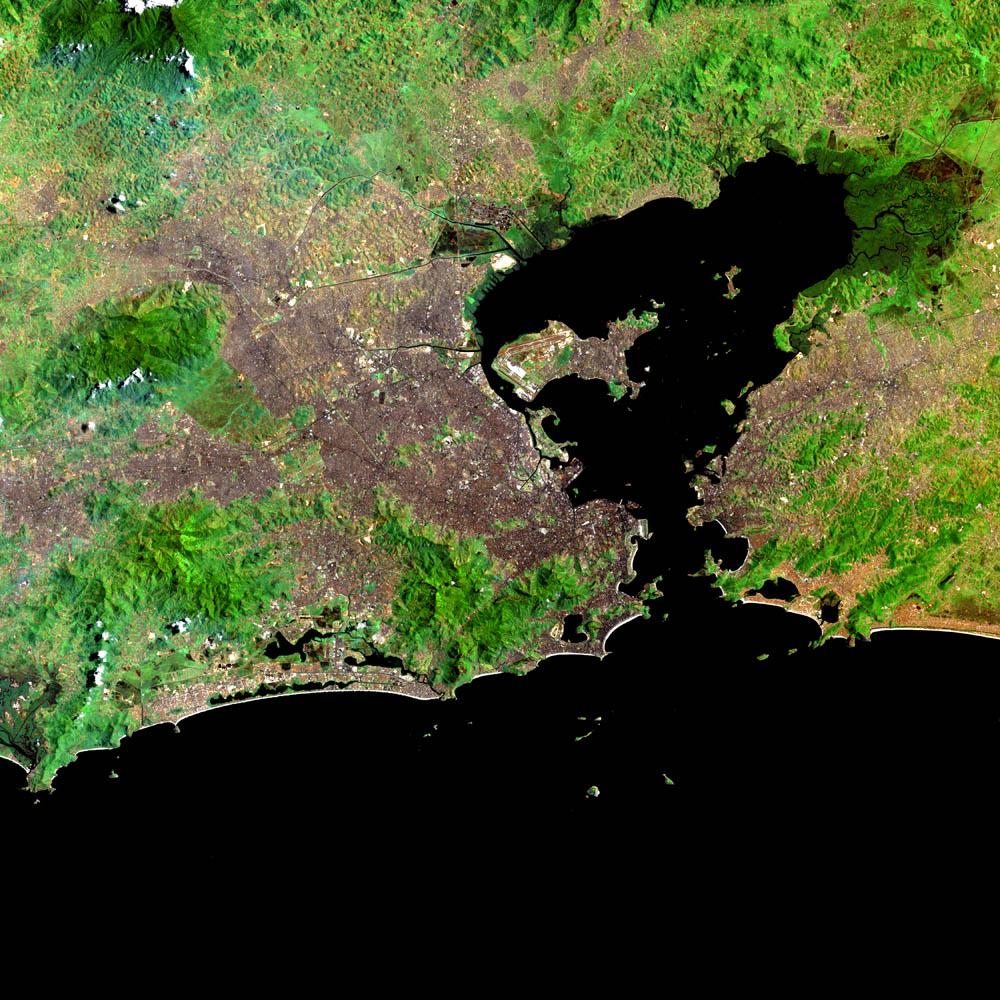
瓜那巴拉湾航拍照

瓜那巴拉湾（葡萄牙語：Baía da Guanabara）是位於巴西里约热内卢州的一个海湾，湾边的城市包括里约热内卢以及尼泰罗伊。
22°47′25″S 43°9′20″W / 22.79028°S 43.15556°W